# Cholula

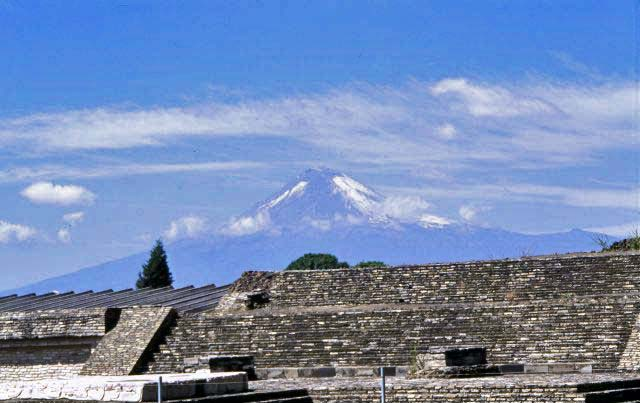
Pirâmide Cholula com o Vulcão Popocatépetl ao fundo.

Cholula é uma cidade próxima a Puebla, onde se encontra a Pirâmide de Cholula, a maior do mundo em termos de volume. Está localizada no estado de Puebla no México.
O Santuário de Nossa Senhora dos Remédios coroa a Grande Pirâmide de Cholula, a 10 quilómetros de Puebla. A pirâmide, apenas parcialmente escavada na sua base, mede 450 metros de lado e 65 metros de altura, e funcionou no passado como centro de rituais prehispânicos. 